# Реденькое
Реденькое (укр. Ріденьке) — село, входит в Белоцерковский район Киевской области Украины.
Население по переписи 2001 года составляло 25 человек. Почтовый индекс — 09852. Телефонный код — 4560. Занимает площадь 0,5 км². Код КОАТУУ — 3224682002.

## Местный совет
09852, Київська обл., Тетіївський р-н, с.Горошків